# Luis Vargas Archila
Luis Humberto Vargas Archila (Santa Bárbara del Zulia, 8 gennaio 1988) è un calciatore venezuelano, centrocampista svincolato.

## Palmarès

### Competizioni nazionali
- Campionato venezuelano: 4

Zamora FC: 2012-2013, 2013-2014, 2015, 2016